# Симулятор

Симулятор вождения для обучения водителей грузовиков

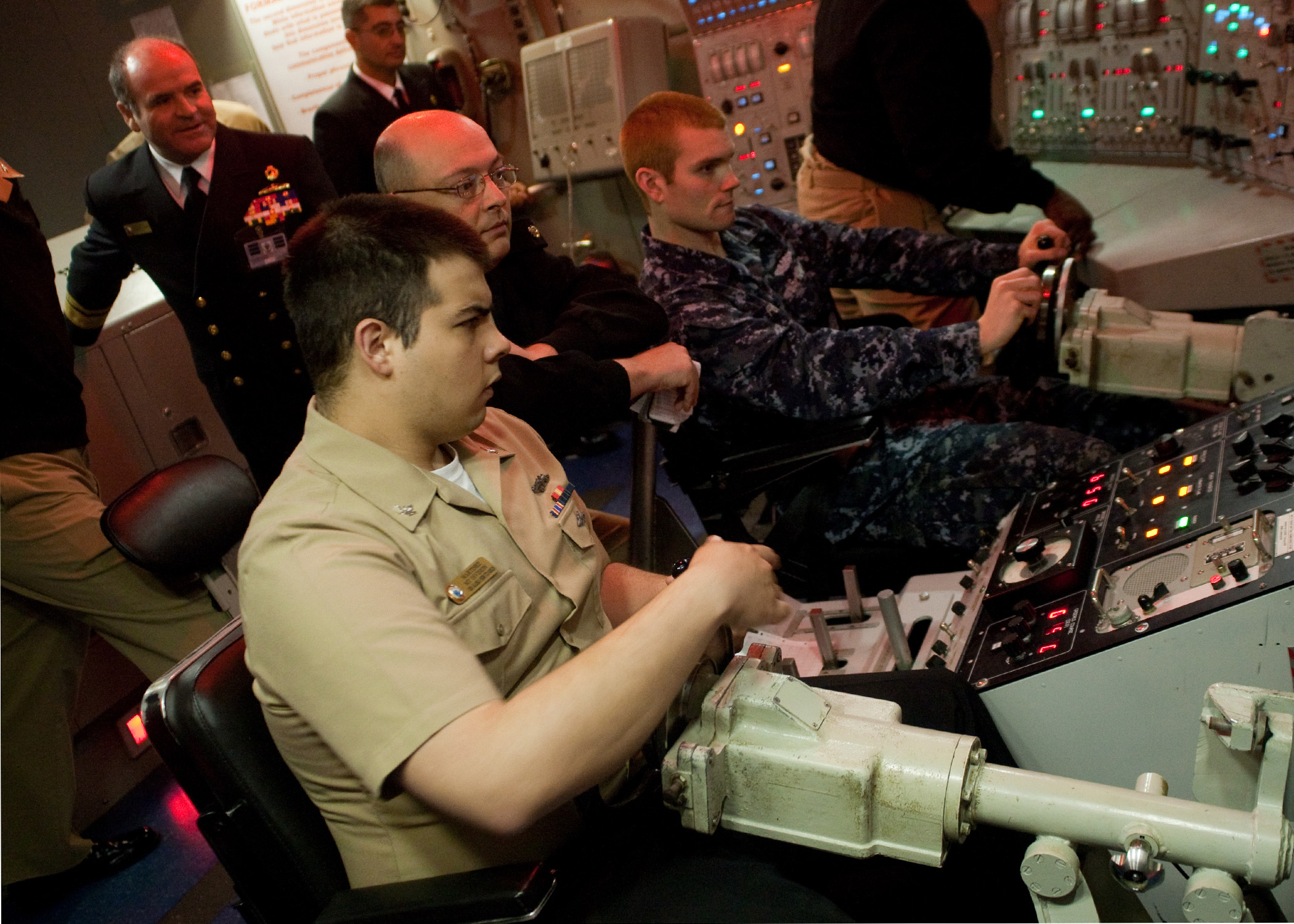
Обучение американских подводников на симуляторе на базе Кингс-бей

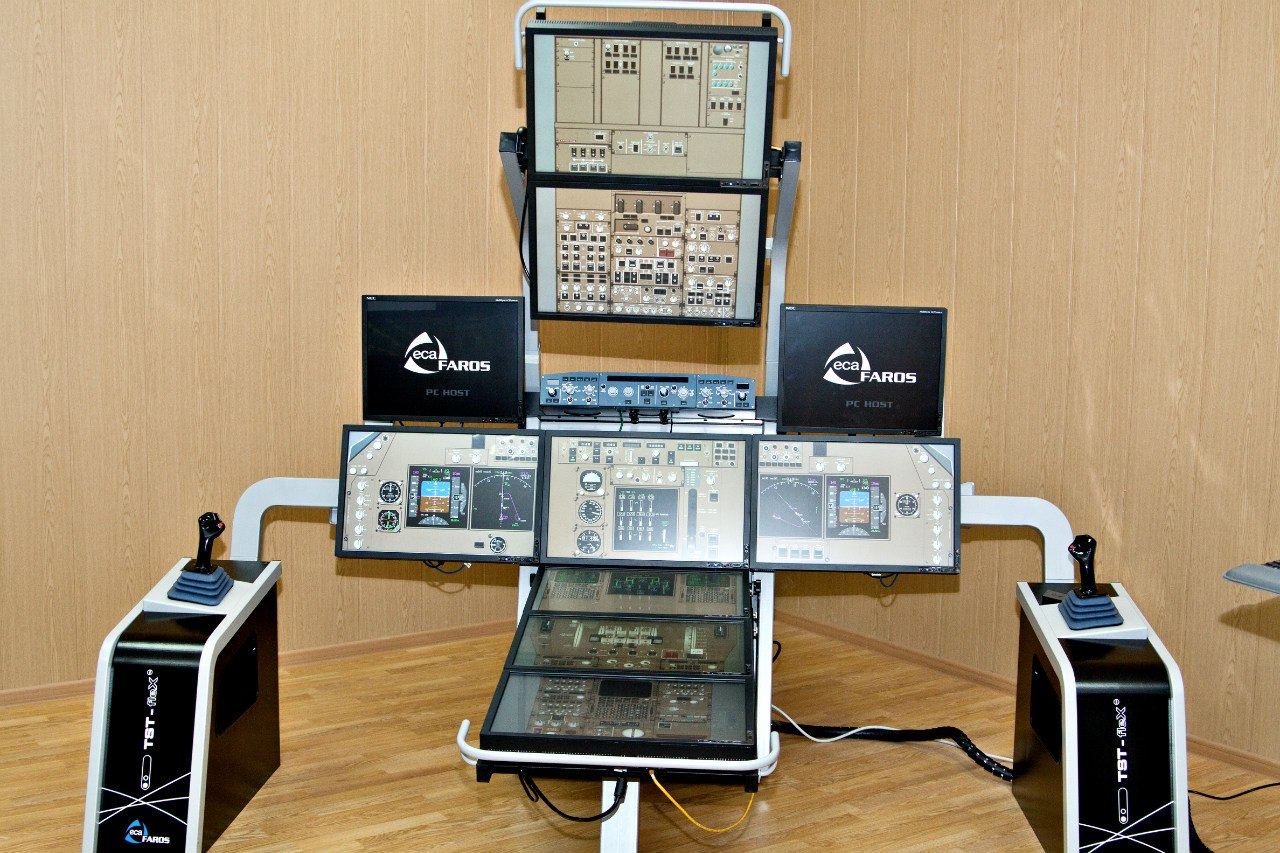
Современный авиатренажёр

Симуля́тор — имитатор (обычно механический или компьютерный), задача которого состоит в имитации управления каким-либо процессом, аппаратом или транспортным средством.
Чаще всего сейчас слово «симулятор» используется применительно к компьютерным программам (обычно играм). С помощью компьютерно-механических симуляторов, абсолютно точно воспроизводящих интерьер кабины аппарата, тренируются пилоты, космонавты, машинисты высокоскоростных поездов.
Симуляторы — программные и аппаратные средства, создающие впечатление действительности, отображая часть реальных явлений и свойств в виртуальной среде. Часто для изучения имитационных моделей используются компьютерные эксперименты. Симулирование также используется при научном моделировании природных систем или систем человека, чтобы получить представление об их функционировании. Моделирование может быть использовано для демонстрации возможных эффектов альтернативных условий и способов действий. Имитация также используется, когда реальная система не может быть задействована, потому что она может быть недоступна, или она может быть опасной или неприемлемой для участия, или она проектируется, но ещё не построена, или она может просто не существовать.

## Классификация и терминология

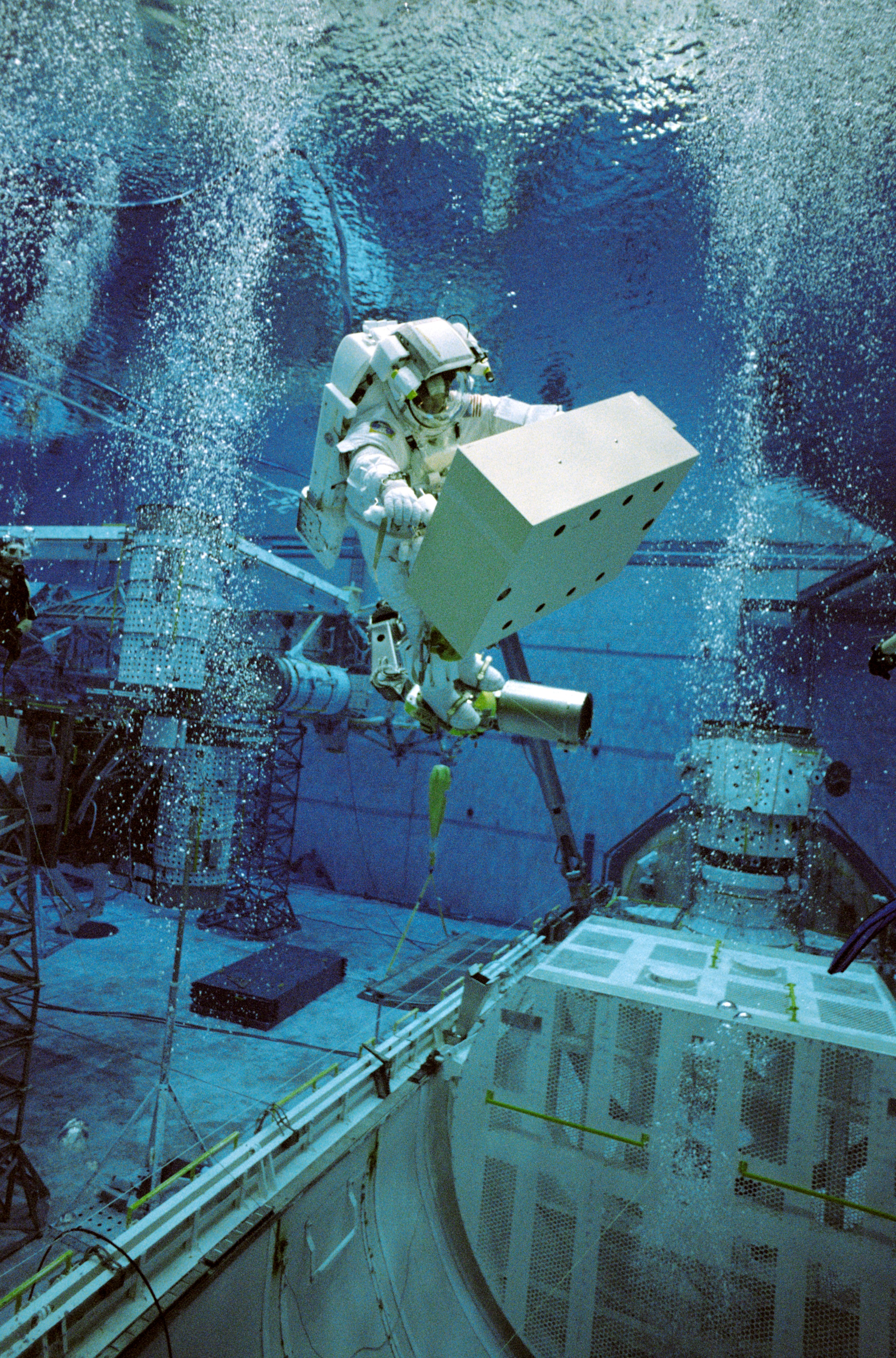
Моделирование выхода в открытый космос.

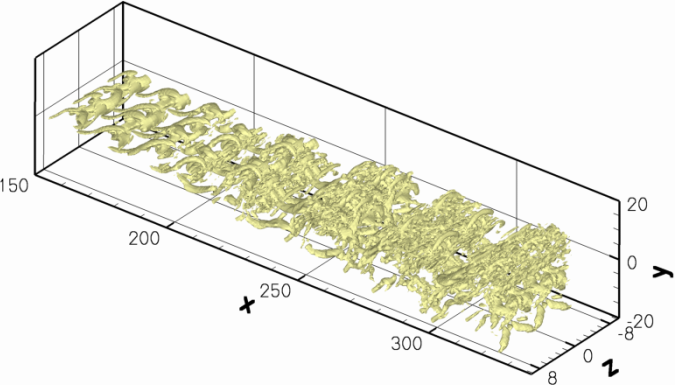
Визуализация модели прямого численного моделирования.

Исторически симулирование, применяемое в различных областях, развивалось в значительной степени независимо, но исследования теории систем и кибернетики XX века в сочетании с распространением использования компьютеров во всех этих областях привели к некоторой унификации и более систематическому взгляду на эту концепцию.
В случае физического моделирования физические объекты заменяются реальной вещью. Эти физические объекты часто выбираются потому, что они меньше или дешевле, чем реальный объект или система.
Интерактивное моделирование — это особый вид физического моделирования, часто называемый симуляцией человека в цикле, в котором физическое моделирование включает в себя людей-операторов, таких как симулятор полета, симулятор парусного спорта или симулятор вождения.
Непрерывное моделирование — это моделирование, основанное на непрерывном времени, а не на дискретных временных шагах, с использованием численного интегрирования дифференциальных уравнений.
Дискретно-событийное моделирование изучает системы, состояния которых изменяют свои значения только в дискретные моменты времени. Например, моделирование эпидемии может изменить число инфицированных людей в моменты времени, когда восприимчивые люди заражаются, а инфицированные люди выздоравливают.
Гибридное моделирование (иногда комбинированное моделирование) соответствует сочетанию непрерывного и дискретного моделирования событий и приводит к численному интегрированию дифференциальных уравнений между двумя последовательными событиями для уменьшения числа разрывов.
Автономное моделирование — это моделирование, выполняемое на одной рабочей станции само по себе.
Распределенное моделирование использует более одного компьютера одновременно, чтобы гарантировать доступ к различным ресурсам(например, многопользовательские операционные системы или распределенные наборы данных).
Параллельное моделирование ускоряет выполнение моделирования, одновременно распределяя его рабочую нагрузку по нескольким процессорам, как в высокопроизводительных вычислениях.
При оперативно совместимом моделировании несколько моделей, симуляторы, распределенные по сети, взаимодействуют локально; классическим примером является архитектура высокого уровня и серьёзные игры, где серьёзные игровые подходы (например, игровые движки и методы взаимодействия) интегрированы с интероперабельным моделированием.
Понятие точности моделирования используется для описания того, насколько близко оно имитирует реальный аналог. Можно приблизительно разделить точность на следующие уровни:
Низкий уровень — минимальное моделирование, необходимое для того, чтобы система реагировала на прием входных данных и обеспечивала выходы.
Средний уровень — автоматически реагирует на раздражители, с ограниченной точностью.
Высокий уровень — почти неразличимая или максимально приближенная к реальной системе.
Учебные симуляторы:
- Авиационный тренажёр[источник не указан 1786 дней]
- Горнолыжный тренажёр
- Логический симулятор цифровой логики и цифровых схем
- Симулятор электронных схем
- Бизнес-симулятор
- Тренажёр пехоты[источник не указан 1786 дней]

## Компьютерное моделирование
Компьютерное моделирование — это попытка смоделировать реальную или гипотетическую ситуацию на компьютере, чтобы можно было увидеть, как работает система. Изменяя переменные в моделировании, можно предсказать поведение системы. Это инструмент, позволяющий практически исследовать поведение исследуемой системы. Компьютерное моделирование стало важной частью моделирования многих природных систем в физике, химии и биологии, в экономике и социальных науках (например, вычислительной социологии), а также в инженерном деле. Хороший пример полезности использования компьютеров можно найти в области моделирования сетевого трафика. При таком моделировании поведение модели будет изменяться при каждом моделировании в соответствии с набором исходных параметров, принятых для окружающей среды. Традиционно формальное моделирование систем осуществлялось с помощью математической модели, которая пытается найти аналитические решения, позволяющие прогнозировать поведение системы по набору параметров и начальных условий. Cимулятор от эмулятора отличается тем, что он сделан на основе физического моделирования, когда эмулятор на основе копирования функций. Компьютерное моделирование часто используется в качестве дополнения или замены систем моделирования, для которых простые аналитические решения замкнутой формы невозможны.
Существует несколько программных пакетов для выполнения компьютерного имитационного моделирования (например, моделирование методом Монте-Карло, стохастическое моделирование, мультиметодное моделирование), которые значительно упрощают обработку данных.

### Компьютерные науки
В информатике симуляция имеет несколько специализированных значений: Алан Тьюринг использовал термин «симуляция» для обозначения того, что происходит, когда универсальная машина выполняет таблицу переходов состояний (в современной терминологии компьютер запускает программу), которая описывает переходы состояний, входы и выходы объекта дискретной машины состояний. В компьютерной архитектуре тип симулятора, обычно называемый эмулятором, часто используется для выполнения программы, которая должна выполняться на некотором неудобном типе компьютера (например, недавно спроектированном компьютере, который ещё не был построен, или устаревшем компьютере, который больше не доступен), или в строго контролируемой среде тестирования. Например, имитаторы использовались для отладки микропрограмм или иногда коммерческих прикладных программ, прежде чем программа загружалась на целевую машину. Поскольку работа компьютера моделируется, вся информация о работе компьютера непосредственно доступна программисту, а скорость и выполнение моделирования могут быть изменены по желанию.
Имитаторы могут также использоваться для интерпретации деревьев отказов или тестирования логических схем VLSI до их построения. Символьное моделирование использует переменные для обозначения неизвестных значений.
В области оптимизации моделирование физических процессов часто используется в сочетании с эволюционными вычислениями для оптимизации стратегий управления.

## Моделирование в образовании и обучении
Моделирование широко используется в образовательных целях. Его применяют в тех случаях, когда слишком дорого или опасно позволить стажерам использовать реальное оборудование в реальном мире. В таких ситуациях они получают реалистичный опыт в безопасной виртуальной среде. Часто удобство заключается в том, чтобы позволить ошибки во время обучения в условиях критической системы безопасности. Симуляции в образовании чем-то похожи на учебные симуляции. Они сосредоточены на конкретных задачах. Термин «микромир» используется для обозначения учебных симуляций, которые моделируют некоторую абстрактную концепцию, а не имитируют реалистичный объект или окружающую среду, или в некоторых случаях моделируют реальную среду упрощенным способом, чтобы помочь учащемуся развить понимание ключевых понятий. Обычно пользователь может создать в микромире некую конструкцию, которая будет вести себя в соответствии с моделируемыми концепциями. Сеймур Пейперт был одним из первых, кто понял ценность микромиров, и язык программирования Logo, разработанный Пейпертом, является одним из самых известных микромиров.
Моделирование управления проектами все чаще используется для обучения студентов и специалистов. Оно улучшает учебный процесс, способствуя быстрому усвоению информации.
Социальное моделирование может использоваться в социальных науках для иллюстрации социальных и политических процессов в антропологии, экономике, истории, политологии или социологии, как правило, на уровне средней школы или университета. Например, при моделировании гражданского общества, в котором участники принимают на себя роль в моделируемом обществе, или моделировании международных отношений, в которых студенты участвуют в переговорах, создании альянсов, торговле, дипломатии и применении силы. Такие симуляции могут основываться на вымышленных политических системах или на текущих или исторических событиях. Примером последнего может служить реакция колледжа Барнарда на серию исторических образовательных игр. Национальный научный фонд также поддержал создание интерактивных игр, которые касаются науки и математического образования.
В последние годы все шире используется социальное моделирование для обучения персонала в учреждениях развития и благотворительных организациях. Например, модель Карана была впервые разработана Программой развития Организации Объединённых Наций и в настоящее время используется в весьма пересмотренной форме Всемирным банком для подготовки персонала для работы с нестабильными и затронутыми конфликтами странами.
Использование моделирования для обучения профессиональных военных часто включает в себя самолёты или боевые бронированные машины, но также может быть нацелено на обучение стрелковому оружию и другим системам вооружения. В частности, виртуальные полигоны огнестрельного оружия стали нормой в большинстве процессов военной подготовки.

## Общие системы взаимодействия с пользователями для виртуального моделирования
Виртуальные симуляции представляют собой особую категорию симуляции, которая использует имитационное оборудование для создания моделируемого мира для пользователя. Виртуальные симуляции позволяют пользователям взаимодействовать с виртуальным миром. Виртуальные миры работают на платформах интегрированных программных и аппаратных компонентов. Таким образом, система может принимать входные данные от пользователя (например, отслеживание тела, распознавание голоса/звука, физические контроллеры) и выдавать выходные данные пользователю (например, визуальный дисплей, звуковой дисплей, тактильный дисплей). Виртуальные симуляции используют вышеупомянутые режимы взаимодействия, чтобы создать у пользователя ощущение погружения.

### Входное оборудование виртуального моделирования
Существует большое разнообразие аппаратных средств ввода, доступных для виртуального моделирования:
Отслеживание тела: метод захвата движения часто используется для записи движений пользователя и преобразования захваченных данных во входные данные для виртуального моделирования. Например, если пользователь физически поворачивает голову, то это движение будет каким-то образом зафиксировано аппаратным обеспечением и переведено в соответствующее смещение в поле зрения внутри виртуальной среды.
- Захватные костюмы[англ.] и/или перчатки могут использоваться для захвата движений частей тела пользователей. Эти системы могут иметь встроенные в них датчики для восприятия движений различных частей тела (например, пальцев). К тому же, эти системы могут иметь внешние отслеживающие устройства или метки, которые могут быть обнаружены внешним ультразвуком, оптическими приемниками или электромагнитными датчиками. Внутренние инерциальные датчики также доступны в некоторых системах. Устройства могут передавать данные либо по беспроводной сети, либо по кабелям.
- Глазные трекеры также могут быть использованы для обнаружения движений глаз так, что система может точно определить, куда пользователь смотрит в данный момент времени.

Физические контроллеры: физические контроллеры обеспечивают ввод в симуляцию только посредством прямого манипулирования пользователем. В виртуальном моделировании тактильная обратная связь от физических контроллеров весьма желательна в ряде сред моделирования.
- Всенаправленные беговые[англ.] дорожки можно использовать для захвата движения пользователей во время ходьбы или бега.
- Высокоточные приборы, такие как приборные панели в виртуальных кабинах самолётов, предоставляют пользователям реальные средства управления для повышения уровня погружения. Например, пилоты могут использовать фактические элементы управления глобальной системой позиционирования с реального устройства в имитируемой кабине, чтобы помочь им практиковать процедуры с фактическим устройством в контексте интегрированной системы кабины.

Распознавание голоса / звука: эта форма взаимодействия может использоваться либо для взаимодействия с агентами в симуляции (например, виртуальными людьми), либо для манипулирования объектами в симуляции (например, информацией). Голосовое взаимодействие предположительно повышает уровень погружения пользователя. Возможно использование гарнитур с микрофонами, нагрудных микрофонов, или комната может быть оборудована стратегически расположенными микрофонами.

#### Текущие исследования в области систем пользовательского ввода
Исследования в области будущих систем ввода данных дают большие перспективы для виртуального моделирования. Такие системы, как нейрокомпьютерные интерфейсы (BCIs), предлагают возможность дальнейшего повышения уровня погружения для пользователей виртуального моделирования. Lee, Keinrath, Scherer, Bischof, Pfurtscheller доказали, что наивные испытуемые могут быть обучены использовать BCI для навигации по виртуальной квартире с относительной легкостью. Используя ИМК, авторы обнаружили, что испытуемые могли свободно ориентироваться в виртуальной среде с относительно минимальными усилиями. Вполне возможно, что эти типы систем станут стандартными модальностями ввода в будущих системах виртуального моделирования.

### Выходное оборудование виртуального моделирования
Существует большое разнообразие выходных аппаратных средств, доступных для доставки сигнала пользователям в виртуальных симуляциях:
Визуальные дисплеи обеспечивают визуальный стимул для пользователя.
- Стационарные дисплеи могут варьироваться от обычного настольного дисплея до обернутых на 360 градусов экранов и стереодисплеев. Обычные настольные дисплеи могут варьироваться по размеру от 15 до 60 дюймов (от 380 до 1520 мм). Обертывание вокруг экранов обычно используется в так называемой пещерной автоматической виртуальной среде (CAVE). Стереоскопические трёхмерные экраны производят трёхмерное изображение либо с помощью специальных очков, либо без них — в зависимости от конструкции.
- Наголовные дисплеи монтируются на головных уборах пользователя. Эти системы подключаются непосредственно к виртуальному моделированию, чтобы обеспечить пользователю более захватывающий опыт. Вес, частота обновления и поле зрения — некоторые из ключевых переменных, определяющих их. Естественно, тяжёлые дисплеи нежелательны, так как они вызывают усталость с течением времени. Если скорость обновления слишком низкая, система не может обновить изображение достаточно быстро, чтобы соответствовать быстрому повороту головы пользователя. Поэтому медленные темпы обновления нарушают чувство погружения. Поле зрения или угловая протяженность мира, который виден в данный момент, может варьироваться от системы к системе и, как было обнаружено, влияет на чувство погружения пользователя.

Звуковой дисплей: существует несколько различных типов аудиосистем, которые помогают пользователю слышать и локализовать звуки в пространстве. Специальное программное обеспечение может быть использовано для создания 3D-аудиоэффектов, чтобы создать иллюзию того, что источники звука размещены в трёхмерном пространстве вокруг пользователя.
- Стационарные акустические системы могут использоваться для обеспечения двойного или многоканального объемного звучания. Однако внешние динамики не так эффективны в создании 3D-аудиоэффектов, как наушники.
- Наушники предлагают портативную альтернативу стационарным динамикам. Они также имеют дополнительные преимущества маскировки реального шума и поддерживают множество звуковых эффектов[16].

Тактильный дисплей: эти дисплеи обеспечивают ощущение прикосновения к пользователю (тактильная технология). Этот тип вывода иногда называют силовой обратной связью.
- Тактильные плиточные дисплеи используют различные типы приводов, такие как надувные пузыри, вибраторы, низкочастотные сабвуферы, штыревые приводы и/или термоприводы для создания дополнительных ощущений[16].
- Дисплеи конечных эффекторов могут реагировать на входы пользователей с сопротивлением и силой. Эти системы часто используются в медицинских приложениях для удаленных операций, в которых используются роботизированные инструменты[18].

Вестибулярный дисплей: эти дисплеи обеспечивают ощущение движения для пользователя (имитатор движения). Они часто проявляются как основы движения для виртуального моделирования транспортных средств, таких как симуляторы вождения или летные тренажеры. Основания движения фиксируются на месте, но используют приводы для перемещения тренажера таким образом, чтобы вызвать ощущения качки, отклонения или качения. Тренажеры также могут двигаться таким образом, чтобы создавать ощущение ускорения по всем осям (например, основание движения может создавать ощущение падения).

## Симуляторы в медицине

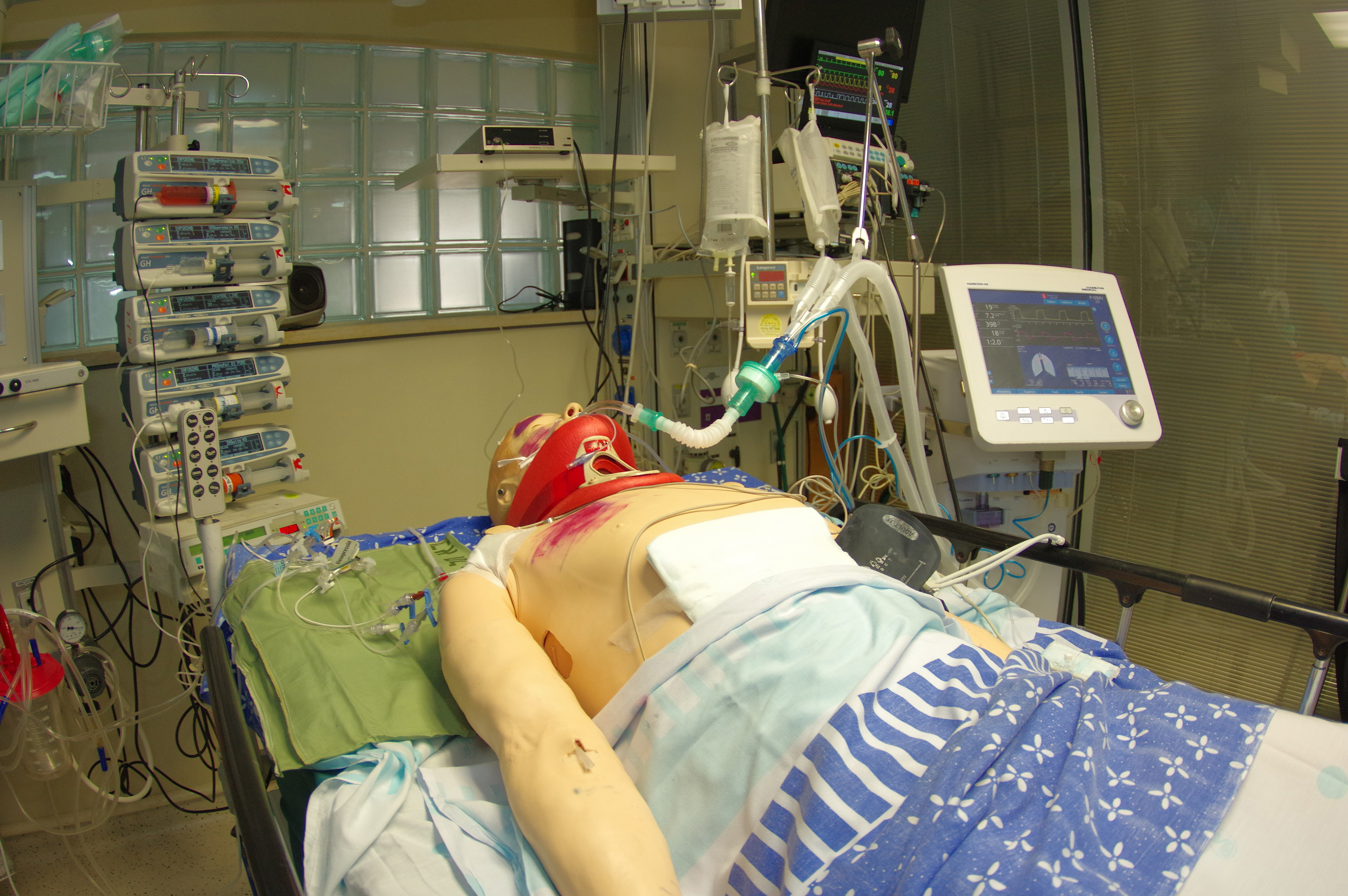
Симулятор-манекен в отделении интенсивной терапии

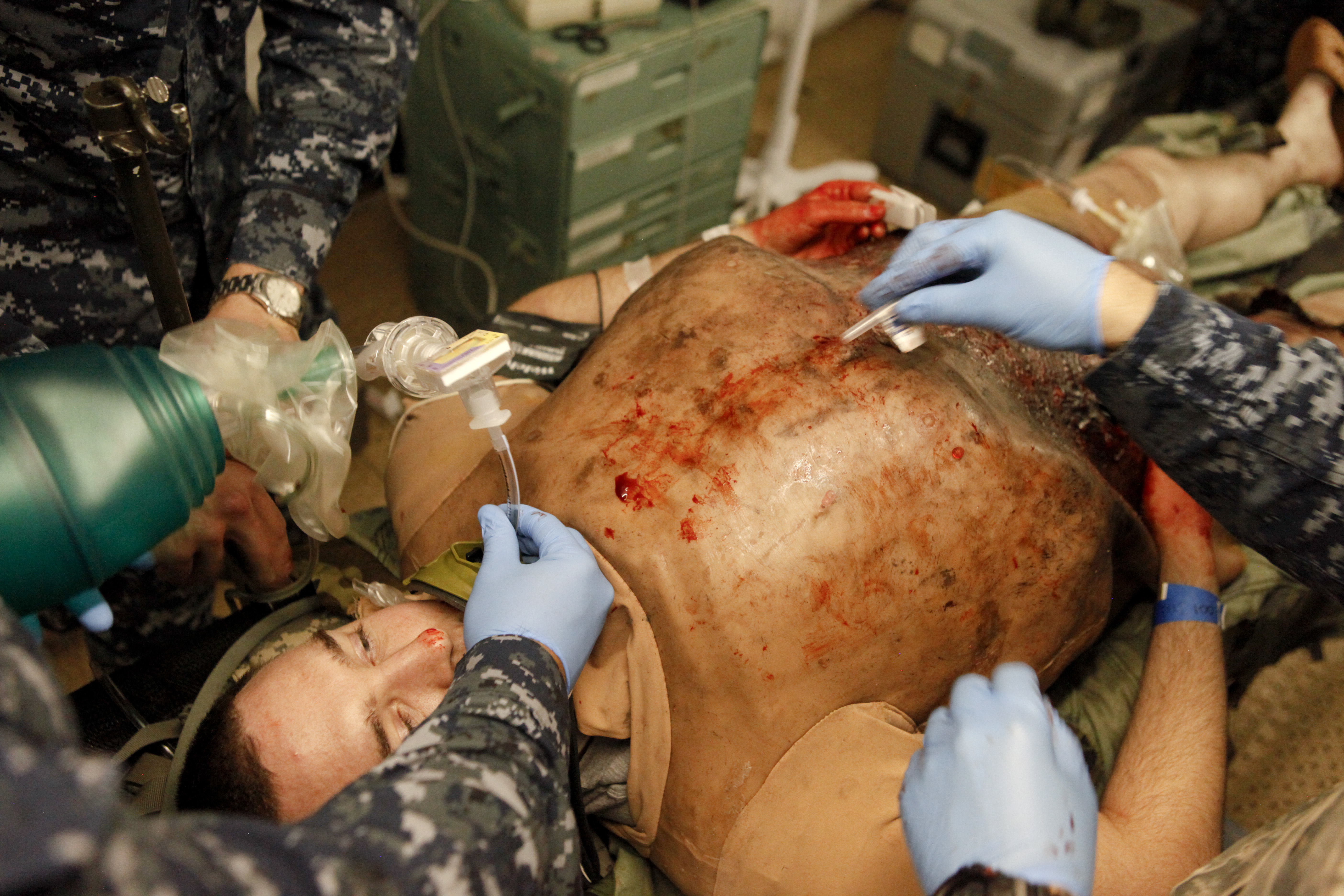
Обучение американских военно-морских медиков-резервистов проведению хирургических операций на симуляторе (специальный костюм, надетый на живого человека)

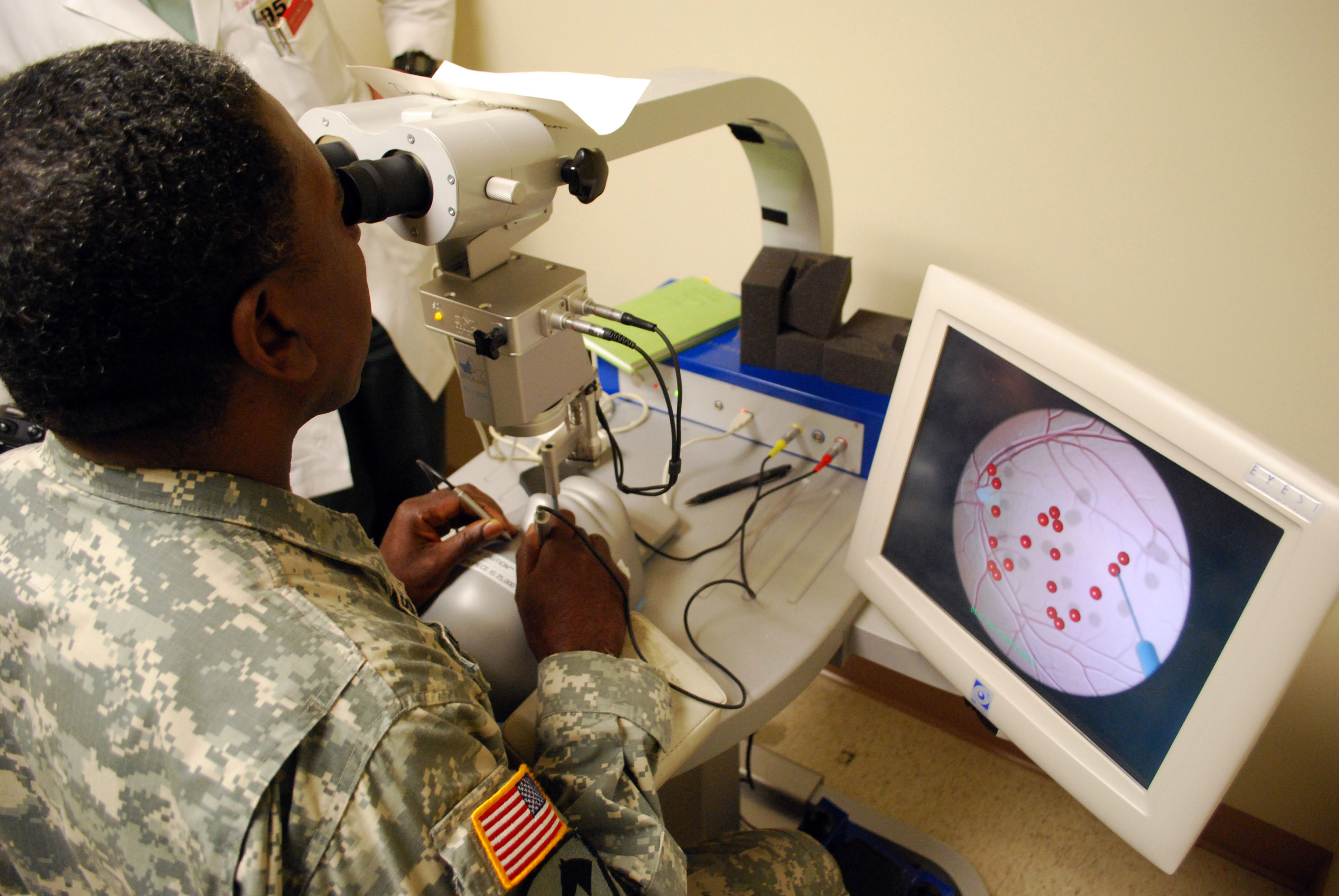
Тренировка американского военного хирурга- офтальмолога на симуляторе

Медицинские тренажеры все чаще разрабатываются и используются для обучения персонала медицинских профессий терапевтическим и диагностическим процедурам, а также медицинским концепциям и принятию решений. Тренажеры были разработаны для обучения процедурам, начиная от основ, таких как забор крови, до лапароскопической хирургии и травматологии. Они также важны для помощи в создании прототипов новых устройств для задач биомедицинской инженерии. В настоящее время тренажеры применяются для исследования и разработки новых методов лечения и ранней диагностики в медицине.
Многие медицинские тренажеры имеют компьютер, подключённый к пластическому моделированию соответствующей анатомии. Сложные симуляторы этого типа используют манекен в натуральную величину, который реагирует на инъекционные наркотики и может быть запрограммирован для создания симуляций опасных для жизни чрезвычайных ситуаций. В других симуляциях визуальные компоненты процедуры воспроизводятся методами компьютерной графики, в то время как сенсорные компоненты воспроизводятся тактильными устройствами обратной связи в сочетании с физическими процедурами моделирования, вычисляемыми в ответ на действия пользователя.
Медицинские симуляции такого рода часто используют КТ или МРТ-сканирование данных пациентов для повышения реалистичности. Некоторые медицинские симуляции разрабатываются для широкого распространения (например, веб-симуляции и процедурные симуляции, которые можно просматривать через стандартные веб-браузеры) и могут взаимодействовать с использованием стандартных компьютерных интерфейсов, таких как клавиатура и мышь.
Другое важное медицинское применение симулятора — это использование препарата плацебо, имитирующего активный препарат в испытаниях эффективности препарата.

### Повышение безопасности пациентов
Безопасность пациентов — это проблема медицинской промышленности. Известно, что пациенты получают травмы и даже умирают из-за ошибок руководства и отсутствия лучших стандартов ухода и обучения. В соответствии с национальной программой создания симуляционного медицинского образования, "способность медицинского работника разумно реагировать в неожиданной ситуации является одним из наиболее важных факторов в создании положительного результата в неотложной медицинской помощи, независимо от того, происходит ли это на поле боя, автостраде или в отделении больницы. Эдер-Ван Хук, автор вышеупомянутой национальной программы, также отметил, что медицинские ошибки убивают до 98 000 человек с предполагаемой стоимостью от 37 до 50 миллионов долларов и от 17 до 29 миллиардов долларов за предотвратимые неблагоприятные события в год.
Моделирование используется для исследования безопасности пациентов, а также для обучения медицинских работников. Изучение безопасности пациентов и мер безопасности в здравоохранении является сложной задачей, поскольку отсутствует экспериментальный контроль (сложность пациента, отклонения системы/процесса), чтобы увидеть, имело ли вмешательство существенное значение. Примером инновационного моделирования для изучения безопасности пациентов являются исследования сестринского дела. Авторы использовали высокоточное моделирование для изучения поведения медсестер, ориентированного на безопасность, в такие периоды, как отчёт об изменении графика работы.
Однако ценность имитационных вмешательств для перевода их в клиническую практику все ещё остается спорной. Имеются убедительные доказательства того, что имитационное обучение повышает самоэффективность и компетентность команды при испытаниях на манекенах. Имеются также убедительные доказательства того, что процедурное моделирование улучшает фактические оперативные показатели в клинических условиях. Основная проблема заключается в том, чтобы показать, что командное моделирование улучшает оперативные показатели команды у постели больного. Сегодня способность симуляции обеспечить практический опыт в операционной больше не вызывает сомнений.

### История моделирования в здравоохранении
Первые медицинские тренажеры были простыми моделями человеческих пациентов. С древнейших времен эти изображения в глине и камне использовались для демонстрации клинических особенностей болезненных состояний и их воздействия на человека. Модели были найдены во многих культурах и континентах. Эти модели использовались в некоторых культурах (например, в китайской культуре) в качестве «диагностического» инструмента, позволяющего женщинам консультироваться с врачами-мужчинами, сохраняя при этом социальные законы скромности. Модели используются сегодня, чтобы помочь студентам изучить анатомию опорно-двигательного аппарата и систем органов.
В 2002 году было сформировано общество моделирования в здравоохранении, которое стало лидером в международном межпрофессиональном продвижении медицинского моделирования в здравоохранении. Необходимость в «едином механизме обучения, оценки и сертификации инструкторов по моделированию для медицинских работников» была признана в критическом обзоре исследований в области медицинского образования, основанных на моделировании. В 2012 году общество моделирования в здравоохранении учредило два новых сертификата для тренеров по имитационному обучению сотрудников.

### Типы моделей

#### Активная модель
Активные модели, которые пытаются воспроизвести живую анатомию или физиологию, появились недавно. Знаменитый манекен «Харви», разработанный в Университете Майами, способен воссоздать многие физические результаты кардиологического обследования, включая пальпацию, аускультацию и электрокардиографию.

#### Интерактивная модель
Совсем недавно были разработаны интерактивные модели, которые реагируют на действия, предпринятые студентом или врачом. До недавнего времени эти симуляции представляли собой двумерные компьютерные программы, которые действовали скорее как учебник, чем как пациент. Компьютерное моделирование имеет то преимущество, что позволяет студенту делать суждения, а также ошибки. Процесс итеративного обучения через оценку, оценку, принятие решений и исправление ошибок создает гораздо более сильную среду обучения, чем пассивное обучение.

#### Компьютерный тренажер

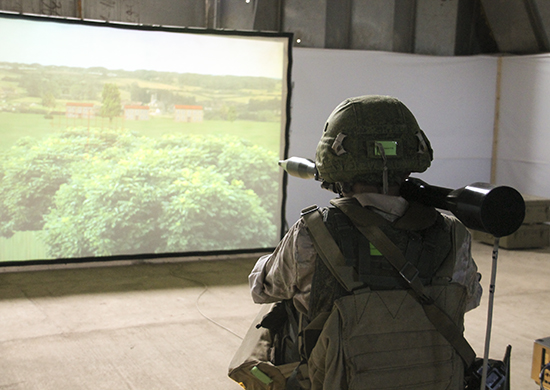
Гранатометчик тренируется с помощью компьютерного тренажера

Компьютерные тренажеры были предложены в качестве идеального инструмента для оценки клинических навыков студентов. Для пациентов «кибертерапия» может использоваться в сеансах, имитирующих травматические переживания, от страха высоты до социальной тревоги.
Запрограммированные пациенты и смоделированные клинические ситуации, включая имитационные учения по ликвидации последствий стихийных бедствий, широко используются для обучения и оценки. Эти «реалистичные» симуляции стоят дорого, и им не хватает воспроизводимости. Полнофункциональный тренажер «3Di» был бы наиболее специфическим инструментом, доступным для обучения и измерения клинических навыков. Для создания виртуальных медицинских сред были применены игровые платформы, поддерживающие интерактивный метод обучения и применения информации в клиническом контексте.
Иммерсивное моделирование состояния болезни позволяет доктору или студенту-медику пережить состояние больного. С помощью датчиков и преобразователей симптоматические эффекты передаются участнику эксперимента, позволяя ему испытать болезненное состояние пациента. Такой тренажер отвечает целям объективного и стандартизированного обследования на клиническую компетентность. Эта система превосходит исследования, в которых используются «стандартные пациенты», поскольку она поддерживает количественную оценку, а также воспроизводство одних и тех же объективных результатов.

## Симуляция в сфере развлечений
Симуляция в сфере развлечений охватывает многие крупные и популярные отрасли, такие как кино, телевидение, видеоигры и аттракционы в тематических парках. Хотя считается, что современная симуляция имеет свои корни в обучении и армии, в 20-м веке она также стала широко использоваться компаниями, предоставляющими развлекательные услуги.

### История визуального моделирования в кино и играх

#### Ранняя история (1940—1950-е годы)
Первая игра-симулятор, возможно, была создана ещё в 1947 году Томасом т. Голдсмитом-младшим и Эстлом Рэем Манном. Это была простая игра, которая имитировала ракету, выпущенную по цели. Кривизну ракеты и её скорость можно было регулировать с помощью нескольких ручек. В 1958 году Вилли Хиггинботем создал игру под названием «теннис для двоих», которая имитировала игру в теннис между двумя игроками, используя ручное управление, и отображалась на осциллографе. Это была одна из первых электронных видеоигр, использующих графический дисплей.

#### 1970-е и начало 1980-х годов
Компьютерные изображения были использованы в фильме для имитации объектов ещё в 1972 году в анимированной руке, части которой были показаны на большом экране в фильме 1976 года Мир будущего. Многие помнят «компьютер наведения» из «Звездных войн» 1977 года. Фильм «Трон»(1982) был первым фильмом, в котором компьютерные изображения использовались более двух минут.
Развитие технологий в 1980-х годах привело к тому, что 3D-моделирование стало более широко использоваться в фильмах и компьютерных играх, таких как Battlezone(1980) и Elite(1984) компании Acornsoft, одной из первых использующих каркасную модель в персональных компьютерах.

#### Эпоха до виртуального кинематографа (начало 1980-х-1990-е годы)
Достижения в области технологий в 1980-х годах сделали компьютер более доступным и более способным, чем в предыдущие десятилетия, что способствовало появлению таких компьютеров, как Xbox gaming. Первые игровые приставки, выпущенные в 1970-х и начале 1980-х годов, стали жертвой краха индустрии в 1983 году, но в 1985 году Nintendo выпустила Nintendo Entertainment System (NES), которая стала одной из самых продаваемых консолей в истории видеоигр. В 1990-х годах стали широко популярны такие компьютерные игры, как The Sims и Command & Conquer, рассчитанные на растущую мощность настольных компьютеров. Сегодня в компьютерные симуляторы, такие как World of Warcraft, играют миллионы людей по всему миру.
«Парк Юрского периода», вышедший на экраны в 1993 году, стал первым популярным фильмом, в котором широко использовалась компьютерная графика, почти полностью интегрировавшая смоделированных динозавров в сцены действия. Это событие преобразило киноиндустрию; в 1995 году фильм «История игрушек» стал первым фильмом, в котором использовались только компьютерные изображения, а к новому тысячелетию компьютерная графика стала основным способом создания спецэффектов в кино.

#### Виртуальное кино (начало 2000-х-настоящее время)
Появление виртуального кинематографа в начале 2000-х годов привело к резкому росту числа фильмов, снятых на основе виртуальных изображений. Классическими примерами являются цифровые двойники Нео, Смита и других персонажей в трилогии «Матрица» и множество фантастических персонажей, создание которых невозможно без компьютерной графики, в трилогии «Властелин колец».
В сериале Pan Am терминал, который уже не существовал во время съемок в 2011—2012 годах, был создан средствами виртуального кинематографа, такими как автоматизированный поиск точки съёмки и сочетание реальных и имитированных кадров в одной сцене, которые прочно закрепились в киноиндустрии с начала 2000-х годов. CGI-графика используется для визуальных эффектов, потому что она является высококачественной, хорошо управляемой и способной создавать эффекты, которые были бы невозможны при использовании любой другой технологии из-за высокой стоимости или недостаточной безопасности. Компьютерную графику сегодня можно увидеть во многих фильмах, особенно в жанре экшн. Кроме того, компьютерные изображения почти полностью вытеснили рисованную анимацию в детских фильмах, большинство из которых сейчас создается только на компьютере. Примерами фильмов, использующих компьютерные образы, являются «В поисках Немо», «300 спартанцев» и «Железный Человек».

### Другие виды развлечений на основе симуляции

#### Игровые симуляторы
Игровые симуляторы, в отличие от других жанров видео-и компьютерных игр, точно представляют или имитируют окружающую среду. Более того, они реалистично отображают взаимодействие между игровыми персонажами и окружающей средой. Эти виды игр обычно более сложны с точки зрения геймплея. Многие симуляторы, такие как SimCity и PGA Tour, стали невероятно популярны среди людей всех возрастов.

#### Аттракционы в тематическом парке
Симуляторы использовались для развлечения со времен Link Trainer в 1930-х годах. Первым современным симуляционным аттракционом, открывшимся в тематическом парке, стал Disney’s Star Tours в 1987 году, а вскоре за ним последовал The Funtastic World of Hanna-Barbera в 1990 году, который стал первым аттракционом, сконструированным только с помощью компьютерной графики. Симуляционные аттракционы произошли от военных и коммерческих тренажеров, но между первыми и последними есть принципиальная разница. В то время как военные тренажеры реагируют на ввод обучаемого в режиме реального времени, аттракционы только создают иллюзию реагирования, на самом деле соответствуя заранее записанным сценариям движения. Один из первых симуляторов Star Tours стоимостью $32 млн, имел кабину на гидравлическом приводе. Движение было запрограммировано джойстиком. Современные симуляционные аттракционы, такие как The Amazing Adventures of Spider-Man, включают в себя элементы для усиления погружения, испытываемого пользователями, такие как 3D-изображения, физические эффекты (распыление воды или ароматов) и движение через окружающую среду.

## Моделирование в производстве
Производство представляет собой одно из наиболее важных применений моделирования. Этот метод представляет собой ценный инструмент, используемый инженерами при оценке эффекта капитальных вложений в оборудование и физические объекты, такие как заводы, склады и распределительные центры. Моделирование может быть использовано для прогнозирования производительности существующей или планируемой системы и сравнения альтернативных решений для конкретной проектной задачи.
Другой важной целью моделирования в производственных системах является количественная оценка производительности системы.
Общие показатели эффективности системы включают следующее:
- Пропускная способность при средних и пиковых нагрузках

- Длительность одного цикла (сколько времени требуется для изготовления одной детали)

- Использование ресурсов, рабочей силы и машин

- Очереди на рабочих местах

- Очереди и задержки, вызванные погрузочно-разгрузочными устройствами и системами

- Потребности в хранении в процессе работы

- Потребности в персонале

- Эффективность систем планирования
- Эффективность систем управления

### Эргономика
Эргономическое моделирование включает в себя анализ виртуальных продуктов или ручных задач в виртуальной среде. В процессе проектирования целью эргономики является разработка и совершенствование дизайна изделий и рабочей среды. Эргономическое моделирование использует антропометрическое виртуальное представление человека — манекен или цифровую модель человека, чтобы имитировать позы, механические нагрузки и производительность человека-оператора в моделируемой среде, такой как самолёт, автомобиль или производственный объект. Цифровые модели человека являются ценным инструментом для анализа эргономики и проектирования. Моделирование использует 3D-графику и модели для анимации виртуальных людей. Программное обеспечение эргономики использует методы обратной кинематики для управления цифровой моделью.
Программные средства обычно рассчитывают биомеханические свойства, включая индивидуальные мышечные силы, совместные силы и моменты. Некоторые модели также анализируют физиологические показатели, включая метаболизм, расход энергии и пределы усталости во временных циклах и комфорт пользователя.
Моделирование и имитация задачи могут быть выполнены путем ручного манипулирования виртуальным человеком в моделируемой среде. Некоторые программы для моделирования эргономики позволяют проводить интерактивное моделирование и оценку в реальном времени с помощью ввода данных, используя технологии захвата движения. Однако захват движения требует дорогостоящего оборудования и создания реквизита для представления окружающей среды.
Эргономическое моделирование включает анализ сбора твердых отходов, управление стихийными бедствиями, интерактивные игры, проектирование сборочной линии автомобиля, виртуальное прототипирование реабилитационных средств и проектирование аэрокосмической техники. Например, инженеры Ford используют программное обеспечение эргономического моделирования «Siemen’s Jack and Jill ergonomics simulation» для виртуальных обзоров дизайна продукта, что способствует повышению безопасности и эффективности труда без необходимости создания дорогостоящих прототипов.

### Моделирование запуска спейс шаттла

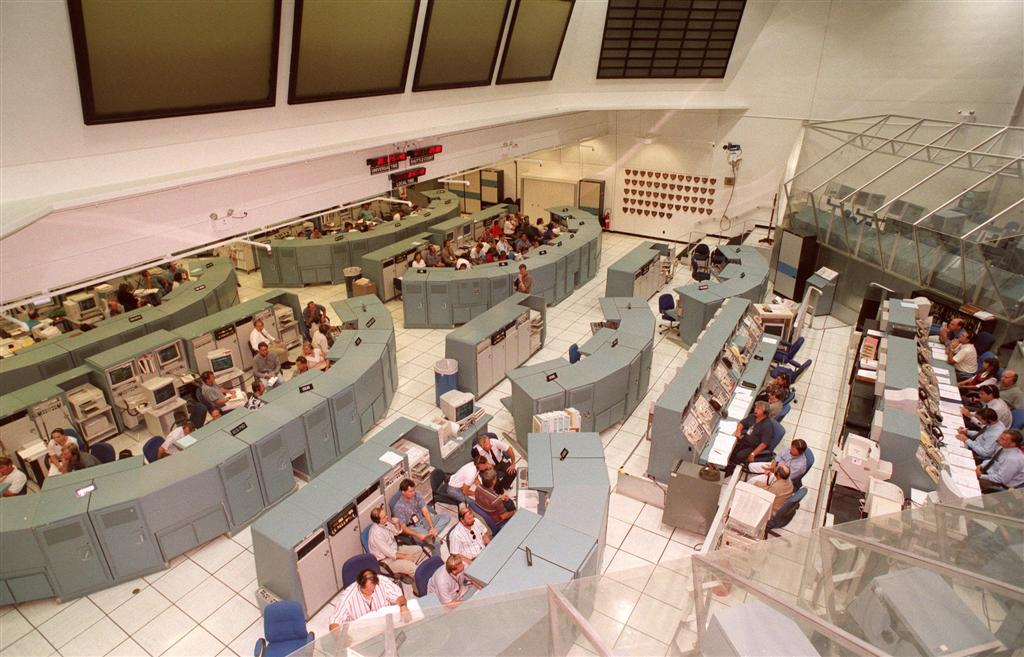
Комната, сконфигурированная для моделирования запуска спейс шаттла

Имитационное моделирование использовалось в Космическом центре Кеннеди для обучения и сертификации инженеров спейс шаттлов во время имитации обратного отсчета запуска. Инженерный отдел принимает участие в интегрированном моделировании обратного отсчета запуска перед каждым полетом шаттла. Это виртуальная симуляция, в которой реальные люди взаимодействуют с моделируемым космическим челноком и оборудованием наземной поддержки. Системы шаттла, интегрированные в симуляцию, включают основную двигательную установку, RS-25, твердотопливные ракетные ускорители, жидкий водород и жидкий кислород, внешний бак, средства управления полетом, навигацию и авионику.
Основные цели моделирования запуска шаттла заключаются в следующем:
- демонстрация операций обратного отсчета в комнате запуска[англ.]
- обеспечение подготовки инженеров по распознаванию и оценке системных проблем в критической по времени среде
- использование способности стартовой группы оценивать, расставлять приоритеты и реагировать на проблемы комплексным образом в критической по времени среде
- обеспечение процедур, которые будут использоваться при выполнении операций восстановления в случае отказов системы, выполняемых на заключительном этапе обратного отсчета[57]

Комната запуска, используемая во время моделирования, — это та же самая диспетчерская, где выполняются реальные операции обратного отсчета запуска. В результате задействовано оборудование, используемое для реальных операций обратного отсчета старта: командные и управляющие компьютеры, прикладное программное обеспечение, инженерные инструменты построения графиков и трендов. Аппаратное обеспечение космического челнока и связанное с ним оборудование наземной поддержки моделируется математическими моделями (написанными на языке моделирования Shuttle Ground Operations Simulator (SGOS)), которые реагируют как реальное оборудование. Во время моделирования фазы окончательного обратного отсчета шаттла инженеры управляют аппаратным обеспечением с помощью реального прикладного ПО, исполняемого на пультах управления. Во время моделирования программные приложения взаимодействуют не с реальным оборудованием шаттла, а с математическими модельными представлениями аппаратного обеспечения. Следовательно, моделирование позволяет обойти чувствительные и опасные механизмы, обеспечивая инженерные измерения, детально считывающие реакцию оборудования. Поскольку эти математические модели взаимодействуют с прикладным ПО командования и управления, модели и симуляции также используются для отладки и проверки функциональности прикладного ПО.

## Игровые симуляторы
- Компьютерные игры: симуляторы автомобилей и мотоциклов, самолётов, космических кораблей, танков, поездов, подлодок, различных видов спорта и т. п. Основным принципом симулятора является точное воспроизведение особенностей какой-то тематической области (например: автосимулятор должен максимально точно воспроизводить физические особенности машин).[источник не указан 1786 дней]
  - Спортивный симулятор
  - Авиасимулятор: симулятор летательного аппарата.[источник не указан 1786 дней]